# Kevin Stuhr Ellegaard
Kevin Stuhr Ellegaard (* 23. Mai 1983 in Kopenhagen) ist ein dänischer ehemaliger Fußballtorhüter.

## Sportlicher Werdegang
Ellegaard spielte von 2005 bis 2007 als Torwart bei Hertha BSC. Vorher spielte er bei Manchester City, Farum BK, Kopenhagen und Brøndby IF. Sein Debüt in der Bundesliga gab er am 27. Januar 2007, als er den verletzten Christian Fiedler ersetzte.
Zur Saison 2007/08 kehrte er in seine Heimat zurück um sich dort dem Erstligisten Randers FC anzuschließen. Zu Beginn der Saison 2010/11 verpflichtete ihn der niederländische Ehrendivisionär SC Heerenveen für ein Jahr als Ersatzmann für den verletzten Brian Vandenbussche. In dieser Zeit kam er zu 28 Ligaeinsätzen. Nach Auslaufen des Vertrages war er zunächst vereinslos und hielt sich beim dänischen Klub FC Nordsjælland fit.
Ende Januar 2012 schloss sich Ellegaard dem schwedischen Klub IF Elfsborg an, wo er den zu Odense BK gewechselten Jesper Christiansen ersetzte, und unterschrieb einen Dreijahresvertrag. Zunächst war er hinter dem Norweger Kenneth Høie lediglich Ersatzmann, dieser verließ den Klub jedoch im Sommer in Richtung Djurgårdens IF. Daraufhin etablierte sich Ellegaard als Stammtorhüter und stand auch in den Spielen zur Europa-League-Qualifikation zwischen den Pfosten, in der der Klub in der 3. Runde am AC Horsens scheiterte. Mit dem Verein gewann er am Ende der ersten Saison auf Anhieb die Meisterschaft und zwei Jahre später auch den nationalen Pokal. Bis zu seinem Abgang im Dezember 2019 absolvierte er insgesamt 269 Pflichtspiele für Elfsborg.
Anschließend spielte er zwei Jahre für den FC Helsingør und war 2022 für Aalborg BK knappe zwei Monate als Backup aktiv. Anschließend beendete er seine Karriere.

## Privates
Auf die Frage nach seinem korrekten Namen sagte er im Kicker Sportmagazin: „Ich heiße nicht Stuhr-Ellegaard, sondern Ellegaard. Kevin ist mein Vorname, Stuhr der Nachname meiner Mutter, Ellegaard der Nachname meines Vaters. Und der ist maßgeblich.“ Es liegt also ein ähnlicher Fall vor, wie bei Jon Dahl Tomasson – andere Dänen verzichten auf die Nennung des Geburtsnamens der Mutter.

## Erfolge
- Schwedischer Meister: 2012
- Schwedischer Pokalsieger: 2014